# Venâncio Mondlane

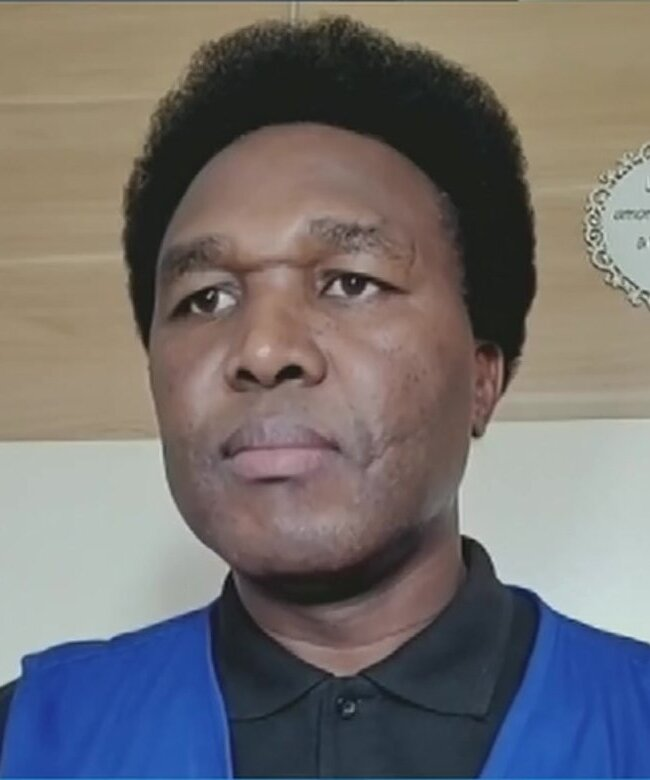
Venâncio Mondlane (2024)

Venâncio Mondlane (geb. 17. Januar 1974 in Lichinga) ist ein mosambikanischer Politiker, der in verschiedenen politischen Parteien aktiv war und sich besonders durch seine kritische Haltung gegenüber der Regierung hervorgetan hat. Bekannt ist er für sein Engagement für demokratische Reformen.

## Leben
Mondlane wurde 1975 geboren und studierte Forstwirtschaft. Er begann seine politische Karriere beim Movimento Democrático de Moçambique (MDM), der drittgrößten politischen Kraft des Landes. Er trat u. a. bei den Kommunalwahlen in Mosambik 2013 an. Im Jahr 2015 gab er seinen Sitz in der Stadtversammlung von Maputo auf, um als Abgeordneter im nationalen Parlament zu dienen. Später wechselte er zur Resistência Nacional Moçambicana (RENAMO), der größten Oppositionspartei, wo er als Spitzenkandidat für die Wahlen in Maputo antrat.
Im Jahr 2024 trat er aus der RENAMO aus und gab auch sein Mandat im Parlament auf. Er begründete diesen Schritt mit dem Wunsch, effizientere Mittel zur Verteidigung der Demokratie zu finden. Während der umstrittenen Präsidentschaftswahlen im Jahr 2024, bei denen er als unabhängiger Kandidat gegen Daniel Chapo antrat, zog er sich nach massiven Protesten gegen mutmaßlichen Wahlbetrug ins Exil zurück.

## Wirken
Mondlane wird von vielen seiner Anhänger für seinen Mut und sein Engagement für Demokratie und Gerechtigkeit geehrt. Seine Proteste und Forderungen nach Reformen werden als wichtige Beiträge zur politischen Landschaft Mosambiks angesehen.
Er engagierte sich früh in seiner Karriere für die Bekämpfung von Korruption. 2017 deckte er den Verkauf eines Fußballplatzes in Maputo auf, was zu seiner Verfolgung durch die Behörden führte. Seine Kandidatur für die Stadt Maputo wurde 2018 durch die Wahlkommission abgelehnt, was er als politisch motiviert bezeichnete.
Als Oppositionsführer setzte er sich für Reformen innerhalb der RENAMO ein und plädierte für eine Modernisierung der Partei. Sein Engagement führte zu einem Konflikt mit der Parteiführung, der schließlich in seinem Austritt aus der RENAMO gipfelte.
Nach den umstrittenen Wahlen 2024 rief Mondlane seine Anhänger zu monatelangen Protesten auf, um gegen die Ergebnisse und mutmaßliche Wahlfälschungen zu demonstrieren. Dabei kam es zu schweren Auseinandersetzungen mit den Sicherheitskräften, die zahlreiche Tote forderten.